# Uniwersytet Rolniczy Sokoine
Uniwersytet Rolniczy Sokoine (ang. Sokoine University of Agriculture – SUA, suahili Chuo Kikuu cha Sokoine cha Kilimo) – tanzańska publiczna szkoła wyższa, zlokalizowana w Morogoro.
Poprzednikiem uczelni był Wydział (College) Rolniczy, utworzony w 1965 roku na Uniwersytecie Wschodniej Afryki. W 1970 roku po podzieleniu tej uczelni College Rolniczy stał się wydziałem (Faculty) Uniwersytetu dar es Salaam z prawem do przyznawania stopnia B. Sc. Po utworzeniu Zakładu Leśnictwa (1974) oraz Zakładu Weterynarii (1976),  nazwę wydziału zmieniono na Wydział Rolnictwa, Leśnictwa i Weterynarii (Faculty of Agriculture, Forestry and Veterinary Sciences). W 1984 roku Zgromadzenie Narodowe Tanzanii uchwaliło nadanie uczelni statusu samodzielnego uniwersytetu. Nowo utworzonej uczelni nadano imię Edwarda Sokoine, dwukrotnego premiera Tanzanii.